# Frederick Hamilton-Temple-Blackwood
Frederick Temple Hamilton-Temple-Blackwood, 1.er Marqués de Dufferin y Ava, KP, GCB, GCSI, GCMG, GCIE, PC (21 de junio de 1826 – 12 de febrero de 1902) fue un funcionario británico, prominente miembro de la sociedad Victoriana. En su juventud, fue una figura popular en la Corte de la Reina Victoria, haciéndose conocido para la sociedad inglesa tras la publicación de un libro narrando sus viajes por el Atlántico norte.

## Biografía
Lord Dufferin es conocido por haber sido uno de los más exitosos diplomáticos de su época. Su larga carrera comenzó en 1860 como comisionado para Siria, donde su hábil diplomacia permitió que los británicos mantuvieran sus intereses mientras evitaba que Francia instituyera un estado subordinado en el Líbano. Tras su éxito en Siria, entró a formar parte del Gobierno del Reino Unido como Canciller del Ducado de Lancaster y Subsecretario de Estado de Guerra. En 1872 ocupó el cargo Gobernador General de Canadá, donde reforzó los lazos entre el nuevo país y el Reino Unido, y llegando años después, en 1884, a alcanzar el techo de su carrera diplomática, al ser nombrado Virrey de la India.
Tras su retirada del servicio diplomático en 1896, sus últimos años estuvieron marcados por la tragedia personal y un desacertado intento de asegurar la posición financiera de su familia. Su hijo mayor murió durante la segunda guerra bóer, poco antes de que la compañía minera de la que se había convertido en director se desplomara en bolsa bajo extrañas circunstancias. Aunque ningún dato apuntaba a una implicación de Lord Dufferin, estos dos hechos afectaron a su frágil salud; se retiró de la vida pública, muriendo en 1902.

### Juventud
Lord Dufferin era descendiente de un prominente familia de terratenientes de origen escocés que se asentaron en el Condado de Down, en la Isla de Irlanda. A la familia Blackwood les fue otorgada la dignidad de Baronet en 1763 y se les nombró Pares de Irlanda en 1800 con el título de Barones Dufferin.
Lord Dufferin nació con el nombre de Frederick Temple Blackwood en Florencia (Italia) en 1826. Sus padres fueron el Capitán Price Blackwood, 4º Barón Dufferin y Claneboye, y su esposa, Helen Selina Sheridan, nieta del dramaturgo Richard Sheridan.
Recibió sus estudios en Colegio Eton y en la Christ Church de la Universidad de Oxford, donde llegó a ser Presidente de la Unión de Oxford de debate, aunque abandonó el colegio tras sólo dos años de estudio sin obtener ningún título. Sucedió a su padre en 1841 como 5º Barón Dufferin y Claneboye en la Nobleza de Irlanda. En 1850 fue nombrado Barón Clandeboye, de Clandeboye en el Condado de Down, entrando en la Nobleza del Reino Unido.
En 1856, Lord Dufferin alquiló la goleta Foam, y partió en un viaje por el Atlántico norte. Visitó Islandia, donde hizo una parada en la por entonces pequeña Reikiavik, la llanura de Þingvellir, y Geysir. Tras volver a Reykjavík, su nave siguió los pasos hacia el norte siguiendo al Príncipe Napoleón, quien estaba en una expedición por la región en el vapor La Reine Hortense. Dufferin navegó cerca de la Isla de Jan Mayen, aunque no pudo desembarcar a causa del hielo. Desde allí, la goleta partió hacia el norte de Noruega, parando en Hammerfest, antes de viajar hacia Spitsbergen.
A su vuelta, Lord Dufferin publicó un libro sobre sus viajes, Letters from High Latitudes. Con su estilo irreverente y vivo ritmo, el libro puede ser considerado como el prototipo de las guías de viajes.

### Un diplomático natural
A pesar del gran éxito de su libro, Dufferin no perseguía una carrera como autor literario, aunque fue conocido por su habilidad literaria durante toda su vida. En su lugar se convirtió en funcionario, siendo nombrado en 1860 representante británico en una comisión en Siria con el fin de investigar las causas de la guerra civil que había tenido lugar a principios de ese año, y en la que la población Cristiana Maronita había sido masacrada por las fuerzas musulmanas y Drusas. Junto a representantes franceses, rusos, prusos y turcos, Lord Dufferin demostró sus dotes al alcanzar los objetivos de la política británica en la zona, mantuvo el control turco sobre el área, e impidió que Francia estableciera un país satélite en el Líbano, asegurando después la retirada de las fuerzas de ocupación francesas de Siria. También defendió los intereses de la comunidad Drusa, con los que Inglaterra tenía una estrecha relación. Los otros participantes en la comisión optaban por reprimir a la población Drusa, pero Dufferin argumentó que habiendo ganado la guerra el bando Cristiano, esa solución habría derivado en un baño de sangre. El plan acordado por la comisión para el gobierno de la región fue el propuesto por Dufferin, es decir, que el Líbano debería tener un gobierno propio, separado del de Siria, dirigido por un Cristiano Otomano que no fuera nativo de Siria.
Los logros de Dufferin en Siria lanzaron su carrera como diplomático. En 1864, fue nombrado Subsecretario de Estado para la India, pasando al Departamento de Estado de Guerra, como Subsecretario, en 1866, y desde 1868 ocupando el cargo de Canciller del Ducado de Lancaster en el gobierno del primer ministro William Ewart Gladstone. En 1871 le fue otorgado el título de Conde de Dufferin, en el Condado de Down, y Vizconde Clandeboye, de Clandeboye, también en el Condado de Down.
Lord Dufferin adoptó el apellido Hamilton por licencia real del 9 de septiembre de 1862, poco antes de su matrimonio con Hariot Georgina Rowan-Hamilton el 23 de octubre de ese año. Dufferin también tomó el apellido Temple desde el 13 de noviembre de 1872. De ese matrimonio nacieron siete hijos:
- Archibald James Leofric Temple Hamilton-Temple-Blackwood, Conde de Ava (28 de julio de 1863 – 11 de enero de 1900).

- Lady Helen Hermione Hamilton-Temple-Blackwood, GBE (1865 – 9 de abril de 1941).

- Terence Hamilton-Temple-Blackwood, 2º Marqués de Dufferin y Ava (16 de marzo de 1866 – 7 de febrero de 1918).

- Lady Hermione Catherine Helen Hamilton-Temple-Blackwood (1869 – 19 de octubre de 1960).

- Lord (Ian) Basil Gawaine Temple Hamilton-Temple-Blackwood (4 de noviembre de 1870 – 3 de julio de 1917).

- Lady Victoria Alexandrina Hamilton-Temple-Blackwood (1873 – 1938).

- Frederick Hamilton-Temple-Blackwood, 3.er Marqués de Dufferin y Ava (26 de febrero de 1875 – 21 de julio de 1930).

Poco después de su matrimonio, recibió la noticia de la boda de su madre con su amigo George Hay, Conde de Gifford, un hombre 17 años más joven que ella. El enlace escandalizó a la sociedad inglesa, pero Lord Gifford murió pocas semanas después. A pesar de la desaprobación de la segunda boda de su madre, Lord Dufferin vivió desolado su muerte en 1867, construyendo la Helen's Tower en su finca de Clandeboye, en su memoria.

## Gobernador General de Canadá

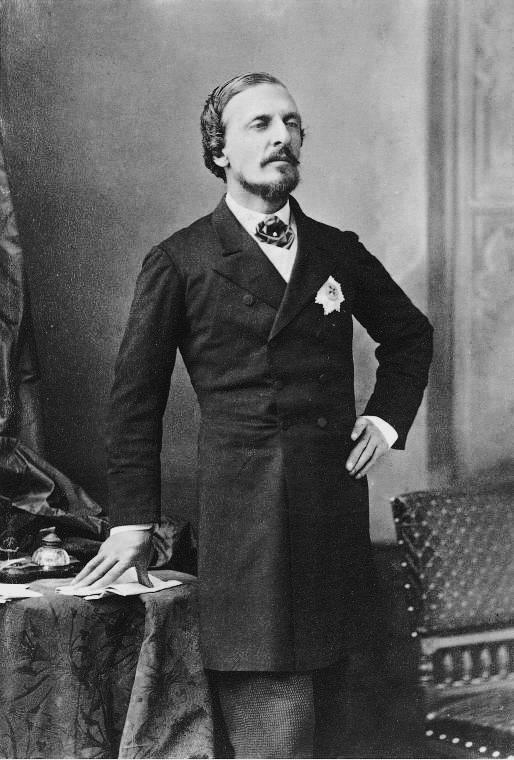
Montreal, 1878.

Tras la muerte de su madre, la carrera diplomática de Dufferin avanzó rápidamente. Fue nombrado Gobernador General de Canadá en 1872, siendo su mandato de seis años uno de los que más cambios vio en la historia de Canadá. Durante este periodo, la provincia de Isla del Príncipe Eduardo fue admitida en la Confederación, y se crearon algunas de las instituciones canadienses, como la Corte Suprema de Canadá, el Royal Military College o el Ferrocarril Intercolonial.
En opinión de Dufferin, sus dos predecesores no le habían dado al cargo la importancia que se merecía. De tal forma, asumió un papel más activo, intentando conocer a los canadienses lo mejor posible con el fin de darles un mejor servicio, hablando con todo tipo de gente, tanto en inglés como en francés, llegando a ser conocido por su encanto y hospitalidad. En un tiempo en el que un Gobernador General débil o sin carisma habría perdido los lazos con el Imperio, Dufferin intentó mezclarse con la gente de la colonia para fortalecer las relaciones institucionales con Inglaterra. Durante su mandato visitó todas las provincias canadienses, siendo el primero en visitar la provincia de Manitoba.
Lord Dufferin se implicó tanto como le fue posible en la política canadiense, incluso aconsejando a ministros del gobierno para que retiraran leyes que consideraba desaconsejables. Seguía los trámites en el Parlamento con interés, aunque como representante de la Reina tenía prohibido entrar en la Cámara de los Comunes. Estableció una Oficina del Gobernador General en un ala del edificio del Parlamento, siendo de gran apoyo la labor efectuada por Lady Dufferin, quien asistía a muchos debates, informando de ellos posteriormente a su marido.
En 1873, el Escándalo del Pacífico acabó con el gobierno conservador de John A. Macdonald, siendo este acusado por la oposición liberal de apropiación indebido al aceptar sobornos para la construcción del Canadian Pacific Railway. Dufferin mantuvo el Parlamento, y creó una comisión de investigación que encontró culpable al gobierno, provocando la caída de Macdonald.
Ese mismo año, Dufferin creó la Medalla Académica del Gobernador General, como reconocimiento a los logros académicos realizados por estudiantes canadienses. Hoy en día, estas medallas con el más prestigioso galardón para los estudiantes canadienses, siendo más de 50000 los premiados. También creó algunos premios deportivos, como el Concurso de Tiro del Gobernador General, o el Trofeo de Curling del Gobernador General.
Dufferin ordenó realizar algunas mejoras en Rideau Hall, la residencia oficial del
Gobernador General. Añadió un salón de baile en 1873, y en 1876 amplió la edificación, construyendo la Tent Room. También construyó una pista de patinaje, para lo que contribuyó con $1624,95. El uso público de la pista estaba sujeto a la condición de ir "vestido apropiadamente". Estas mejoras convirtieron a Rideau Hall en un importante centro social.

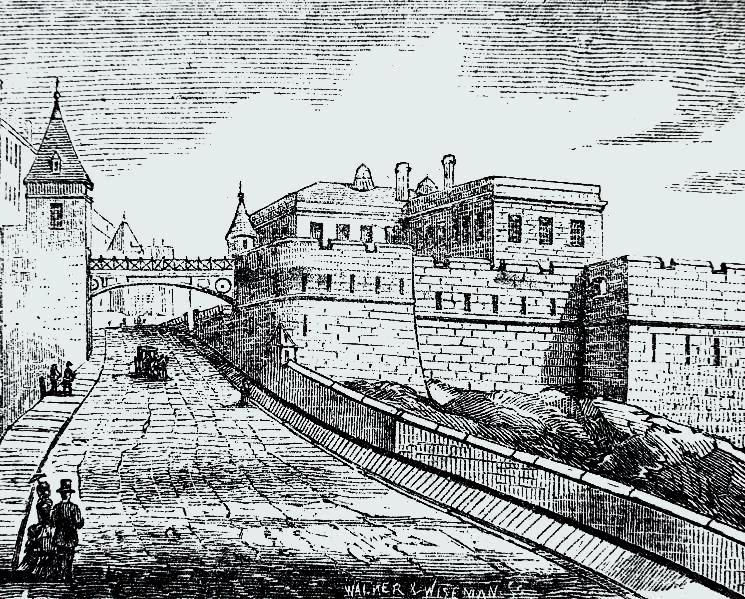
Ciudad de Quebec, 1876.

Lord Dufferin también usó la Ciudadela de Quebec como segunda residencia oficial. Cuando los dirigentes de Quebec comenzaron a demoler los muros del antigua ciudad, Dufferin quedó consternado y les convenció para que pararan la demolición, arreglaran los destrozos y restauraran los muros. La zona antigua de la ciudad fue reconocida por la UNESCO como Patrimonio de la Humanidad en los años 80. La última aparición pública de Dufferin como Gobernador General fue en Quebec, donde colocó la primera piedra del Paseo Dufferin, una zona de esparcimiento con vistas al Río St. Lawrence construida a partir de su propio diseño.
La popularidad e influencia de los Dufferin en Canadá se refleja en la gran cantidad de escuelas, calles y edificios públicos que llevan su nombre. Lord Dufferin es especialmente recordado en Manitoba, siendo el primer Gobernador General que visitó la provincia.

## Rusia y Turquía
Tras abandonar Ottawa en 1878 al término de su mandato, Lord Dufferin volvió al Reino Unido donde continuó su carrera diplomática. Trabajó como embajador en Rusia entre 1879 y 1881 y en Turquía de 1881 a 1884. Aunque previamente había trabajado para gobiernos del Partido Liberal, Dufferin se fue alejando de las ideas sobre política interior y asuntos irlandeses del Premier Gladstone, especialmente de las Actas para Irlanda de 1870 y 1881, las cuales trataban de resolver asuntos referentes a los derechos sobre las propiedades de los arrendatarios y terratenientes. Dufferin aceptó el nombramiento como embajador de Rusia del primer ministro conservador Benjamin Disraeli, alejándose aún más del líder Liberal.
El papel de Dufferin durante su estancia en Rusia pasó inadvertido desde un punto de vista político y diplomático, siendo sus actos principalmente de carácter social. Mientras estuvo en Rusia, comenzó a orientar su carrera hacia su último objetivo diplomático, el Virreinato de la India. Sin embargo, Lord Ripon sucedió a Lord Lytton en 1880. Sin embargo, el siguiente puesto de Dufferin estuvo en Constantinopla.
Durante su estancia allí vivió de primera mano la invasión y ocupación de Egipto por parte de Inglaterra, en aquellos momentos parte del Imperio otomano, bajo el pretexto de "restaurar la ley y el orden" tras los disturbios que tuvieron lugar en Alejandría, y que dejaron alrededor de 50 extranjeros muertos, estando Dufferin implicado en los eventos que rodearon la ocupación militar. Dufferin se aseguró de que el Imperio Otomano no consiguiera afianzarse en Egipto, y apaciguó a la población egipcia evitando la ejecución de Urabi Pasha, quien se había hecho con el control del ejército egipcio, dirigiendo la resistencia contra la influencia extranjera en el territorio. Dufferin, suponiendo que su ejecución provocaría una mayor resistencia del pueblo, logró que Urabi fuera exiliado a Ceilán.
En 1882 Dufferin viajó a Egipto como Comisionado Británico, para estudiar la reorganización del país. Escribió un informe detallando como la ocupación había beneficiado a Egipto, con planes para su desarrollo que implicaban la reincorporación progresiva de los egipcios en el gobierno de su territorio. La reformas subsecuentes siguieron las líneas que él había propuesto.

## Virrey de la India
Su experiencia en Rusia y Turquía incrementó la visión de Dufferin con respecto a los asuntos internacionales del Imperio Británico, especialmente del temor ruso al control británico sobre el Raj de la India. En 1884, Lord Dufferin fue finalmente nombrado Virrey de la India.
Así como ya hiciera en Canadá, durante su mandato realizó grandes cambios en la India. Su predecesor en el puesto, Lord Ripon, aunque popular entre la población Hindú, era muy impopular entre los Anglo-Indios, quienes objetaban que sus extensas reformas iban demasiado rápido. Si quería lograr éxito en sus pretensiones, Dufferin necesitaría ganarse el apoyo de ambas comunidades, algo que consiguió ampliamente, consiguiendo el apoyo de todas las comunidades de la región. Durante su mandato, se produjo un gran avance en la causa de los nacionalistas hindúes, sin contrariar a las clases conservadoras. Entre otras cosas, en 1885 se creó el Partido del Congreso, y dejó sentadas las bases para el moderno Ejército Indio Británico creando el Cuerpo Imperial, dirigido por hindúes.
Lord Dufferin atendió con frecuencia asuntos exteriores, como el Incidente Panjdeh en 1885, cuando fuerzas rusas se infiltraron en territorio afgano alrededor del Oasis de Panjdeh. El Reino Unido y Rusia habían estado durante décadas manteniendo una especie de guerra fría en Asia Central y Asia meridional, conocido como "El Gran Juego", y el incidente de Panjdeh amenazaba con precipitar un conflicto entre las dos potencias. Lord Dufferin negoció un acuerdo por el cual Rusia se quedaba con Pandjeh pero renunciaba a otros territorios que había conseguido durante su avance. Durante su mandato, también se logró la anexión de Birmania en 1886, después de largos años de injerencias británicas en la política birmana.
En 1888, Dufferin publicó el "Informe sobre la Condiciones las Clases Bajas en Bengala" (conocido también como el Informe Dufferin). Este informe destacaba la situación apremiante de las clases pobres en Bengala, siendo usa por los nacionalistas para contrarrestar la reivindicación de la comunidad Anglo-India de que el gobierno británico había sido beneficioso para las clases más pobres de la sociedad india. Tras la publicación del informe, Dufferin recomendó el establecimiento de consejo centrales y provinciales que incluyeran miembros indios, algo reclamado por el Partido del Congreso en esos momentos. El Acta de Consejos de la India de 1892, que estableció la política electoral en el país, fue el resultado de sus recomendaciones.

## Últimos años
Tras su vuelta de la India, Dufferin retomó su carrera como embajador, siendo destinado a Italia entre 1888 y 1891. El 17 de noviembre de 1888, le fueron otorgados los nuevos títulos de Marqués de Dufferin y Ava, en el Condado de Down y la provincia de Birmania, y Conde de Ava. Como embajador en Francia entre 1891 y 1896, vivió algunas dificultades en las relaciones anglo-francesas, siendo acusado por algunas secciones de la prensa francesa de intentar minar las relaciones franco-rusas. Tras volver de Francia, Dufferin fue nombrado Presidente de la Royal Geographical Society, y Rector de la Universidad de Edimburgo y de la Universidad de St. Andrews.
A lo largo de su vida, Dufferin fue conocido por vivir por encima de sus posibilidades, hipotecando sus propiedades para costear su estilo de vida. En 1875, cuando sus deudas se acercaban a las £300.000, tuvo que vender gran cantidad de sus posesiones para pagar a sus acreedores. En 1897, preocupado por la situación financiera de la familia, fue convencido para ser nombrado Presidente de la London and Globe Finance Corporation, una compañía minera controlada por Whitaker Wright, pero en noviembre de 1900, las acciones de la compañía se desplomaron en bolsa y provocaron su bancarrota. Este hecho demostró que Wright era un consumado defraudador, y aunque Dufferin perdió gran cantidad de dinero, no se pudo demostrar que tuviera implicación con el colapso de la empresa.
Poco antes de esto, el hijo mayor de Lord Dufferin había muerto durante un enfrentamiento en la segunda guerra bóer.
Estos dos hechos, hicieron que Lord Dufferin volviera a su residencia familiar en Clandeboye con la salud seriamente dañada, muriendo el 12 de febrero de 1902.